# ガブリエル・アレスティ
ガブリエル・アレスティ・セグロラ（スペイン語: Gabriel Aresti Segurola、1933年10月14日 - 1975年6月5日）は、スペイン・ビスカヤ県ビルバオ出身のバスク語詩人。代表作として1964年の『石の国』(Harri eta herri)など。「フランシスコ・フランコ体制下のバスク語文化の抵抗のシンボル」とされる。

## 経歴
1933年にバスク地方のビスカヤ県ビルバオに生まれ、スペイン語環境で育った。アレスティの父親は両親に対してバスク語で話す環境で育ったが、幼少時のアレスティ自身はバスク語を母語とはしなかった。アレスティは独学でバスク語を習得し、21歳の時にはいくつかの雑誌に寄稿した。アレスティはスペイン語からバスク語への翻訳者でもあり、スペイン人詩人のフェデリコ・ガルシア・ロルカ、イギリス人詩人のT・S・エリオット、中世イタリアの詩人のジョヴァンニ・ボッカッチョなどを翻訳している。夏季にはしばしばビスケー湾岸のビスカヤ県エアに滞在した。
エウスカルツァインディア（バスク語アカデミー）の会員でもあった。1968年以降にエウスカルツァインディアが共通バスク語の制定に着手すると、1975年に41歳で亡くなるまで制定に携わった。1969年にはバスク語の出版社であるルル(Lur)の設立に深く関わり、バスク語の若手作家らに作品発表の機会を与えた。後にバスク語作家として初めてスペイン国民小説賞を受賞するベルナルド・アチャーガは、アレスティの講演を聞いて（スペイン語作家ではなく）バスク語作家になることを決意したという。